# Макаров, Аркадий Александрович
Аркадий Александрович Макаров (8 ноября 1920, Бахмут — 13 августа 2006, Харьков) — советский шахматист, мастер спорта СССР (1958). Инженер.
В 1921 году семья переехала в Харьков. С шахматами познакомил его отец в возрасте 12 лет. Позже стал заниматься в «Доме инженерно-технических работников». В 1936 участвовал в сеансе одновременной игры против Х. Р. Капабланки, проходившем на стадионе «Динамо». Партия завершилась вничью. С 15 лет стал занимался во Дворце пионеров у Ротбурда.
Первая шахматная книга Аркадия была «Учебник шахматной игры» Эмануэля Ласкера.
На первенстве Харькова перед войной поделил 1—3-е места с Лившицем и Гофманом. Из-за плохого зрения не был взят в армию. Находясь в эвакуации в Казахстане во время войны окончил в Караганде находившийся там Днепропетровский горный институт. Получил диплом горного инженера-механика. В 1944 году вернулся в Харьков. Работал во Всесоюзном институте «Южгипрошахт».
Выступал за Харьков «Авангард». Участник многих первенств УССР (с 1945 по 1962; лучшие результаты: 1950 — 4, 1958 — 2—4, 1962 — 5), полуфиналов первенства СССР (XXVI — 4).

## Семья
- Отец — экономист, работал главным бухгалтером в Харьковском институте советской торговли.
- Жена — Инна Александровна
- Сын — Александр — гроссмейстер ИКЧФ, член сборной команды России. Окончил Московский физико-технический институт. Он ученый-физик, живёт в Троицке.[4]

## Спортивные результаты
| Год  | Город | Соревнование                  | + | −  | = | Результат | Место |
| ---- | ----- | ----------------------------- | - | -- | - | --------- | ----- |
| 1945 | Киев  | 14-й чемпионат Украинской ССР | 5 | 5  | 4 | 7 из 14   | 9—10  |
| 1946 | Киев  | 15-й чемпионат Украинской ССР |   |    |   | 7 из 17   | 13—14 |
| 1947 | Киев  | 16-й чемпионат Украинской ССР | 6 | 8  | 2 | 7 из 16   | 11—14 |
| 1948 | Киев  | 17-й чемпионат Украинской ССР | 4 | 9  | 5 | 6½ из 18  | 16    |
| 1950 | Киев  | 19-й чемпионат Украинской ССР | 7 | 3  | 7 | 10½ из 17 | 4     |
| 1951 | Киев  | 20-й чемпионат Украинской ССР | 5 | 8  | 4 | 7 из 17   | 12—15 |
| 1953 | Киев  | 22-й чемпионат Украинской ССР | 6 | 5  | 2 | 7 из 13   | 9     |
| 1956 | Киев  | 25-й чемпионат Украинской ССР | 9 | 4  | 6 | 12 из 19  | 3     |
| 1957 | Киев  | 26-й чемпионат Украинской ССР | 3 | 7  | 7 | 6½ из 17  | 14    |
| 1958 | Киев  | 27-й чемпионат Украинской ССР | 8 | 3  | 5 | 10½ из 16 | 2—4   |
| 1959 | Киев  | 28-й чемпионат Украинской ССР | 3 | 10 | 8 | 7 из 21   | 19—20 |
| 1960 | Киев  | 29-й чемпионат Украинской ССР | 7 | 8  | 2 | 8 из 17   | 8—10  |
| 1962 | Киев  | 31-й чемпионат Украинской ССР | 7 | 3  | 7 | 10½ из 17 | 5     |